# Académie des arts de Wulin
Pour les articles homonymes, voir Académie des beaux-arts.
L'Académie des arts de Wulin (chinois : 武林書畫院 ; pinyin : wǔ lín shū huà yuàn) est une institution indépendante d'études sur les arts et la culture chinoise, située sur les rives du lac de l'Ouest à Wulin (ancien nom de Hangzhou), dans la province du Zhejiang. Elle a été fondée en 1995 mais, avec des antécédents remontant à la dynastie Song du Sud.

## Histoire
En 1995, l'Institut national Dazhen a été créé dans l'antichambre de la Bibliothèque impériale Wenlan sur l'île de la colline solitaire, au lac de l'Ouest, en tant que précurseur de l'Académie actuelle. En 1997, l'Institut national Dazhen a collaboré avec le gouvernement du District de Gongshu pour fusionner avec la Société des arts de Hushu.  En mai 2002, l'Institut a changé de nom pour devenir l'Académie des arts de Wulin.
L'Académie abrite une importante collection de peintures, de calligraphies et de inscriptions sur pierre des dynasties passées.

## Instituts de recherche
L'Académie des Arts de Wulin couvre trois majeures divisions académiques :
Peinture, calligraphie et épigraphie
- Institut de peinture chinoise
- Institut de calligraphie chinoise
- Centre d'études épigraphiques

Études chinoises et musique
- Institut d'études chinoises
- Centre d'études du guqin

Architecture, murale et sculpture
- Institut d'architecture chinoise
- Institut de la peinture murale chinoise
- Institut de sculpture chinoise